# Katarina Habe
Katarina Habe, slovenska pevka zabavne glasbe in doktorica psihologije * 5. avgust 1973,  Ljubljana ,
Katarina je svojo pevsko kariero na področju zabavne glasbe je začela kot ustanoviteljica skupine Katrinas.
Njen oče je Tomaž Habe, partner pa slovenski skladatelj Rok Golob.